# 草质千金藤
草质千金藤（学名：Stephania herbacea）是防已科千金藤属的植物，是中国的特有植物。其种加词“herbacea”意为“草本的”。分布在中国大陆的四川、贵州、湖北等地，生长于海拔500米至2,300米的地区，一般生长在山地路边及灌丛中，目前尚未由人工引种栽培。